# 稻垣吾郎
稻垣吾郎（日语：／ Inagaki Gorō，1973年12月8日—），日本男演員及男歌手，已解散的日本偶像組合SMAP的前成員。與木村拓哉、香取慎吾同日進傑尼斯事務所。因组合SMAP于2016年12月31日解散而以个人身份进行活动。 2017年9月8日正式与杰尼斯事务所解约。 2017年9月22日，宣佈與新經紀公司CULEN Inc.簽約，并開設個人全新官網。

## 重要紀事
- 2001年8月24日  ※吾郎被逮捕事件（違規停車拒絕盤查，欲駛離時撞傷女警。）
  1. 東京都澀谷區內，被依妨害公務、違反道路交通、傷害罪，以現行犯逮捕。
  2. 三天後，開記者會向大眾道歉。
  3. 同年9月21日不起訴處分。
  4. 被傑尼斯事務所懲罰在家自我反省共143天。
  5. SMAP夏季演唱會後期變成四人開演。
  6. SMAPXSMAP節目暫停2個月演出。
- 2002年1月14日  ※SMAPXSMAP節目中宣佈復出
- 2006年9月14日  ※吾郎公佈首次身為朝日世界杯水上芭蕾應援團團長
  1. 首次被朝日封為『人魚王子』，帶領觀眾呈現美的現場感。
  2. 以「敏感」和「柔軟度」進行為期共三天的美的賽事。
  3. 比賽場地為「橫濱國際泳池」。
- 2016年1月13日，日刊體育報導，出道25年的SMAP可能將會解散，除了木村拓哉續留傑尼斯事務所，其他4位成員中居正廣、稻垣吾郎、草彅剛、香取慎吾將隨女性主管離開，惟此事事務所方面並未證實[4]。
- 2016年1月18日，SMAP全員於節目《SMAP×SMAP》以現場直播方式公開鞠躬道歉，表示對於造成騷動感到很抱歉，並感謝粉絲的支持，稱今後也請多多指教。[5]
- 2016年12月31日，SMAP正式解散。
- 2017年9月9日，稲垣吾郎、香取慎吾、草彅剛於尊尼事務所退所。同年9月22日稲垣、香取、草彅三人共同開設官方粉絲網站，取名為「全新地圖(日文為:新しい地図)」，網站上刊登3人的訊息以及加入粉絲俱樂部的方法等。10月16日正式啟用，同時宣佈三人加入新事務所「CULEN」。
- 2017年11月，透過網路電視台 Abema TV，於11月2日晚間9時至11月5日晚間9時進行長達 72 小時的直播節目――《72小時真心話電視》。

## 相關作品

### 戲劇
大多數屬於個人主演為主、SMAP共演與個人客串為副

#### 連續劇
- 1988年4月 NHK 『青春家族』錄製 【吾郎人生第一部電視劇】 ※與中居正廣共演
- 1991年4月8日 CX『校園威鳳』（學校へ行こう） ※與中居正廣共演
- 1992年10月12日 CX『逆火青春』（二十歲の約束）
- 1993年10月23日 NTV『愛無謊言』（噓でもいいから）
- 1994年10月10日 EX『東京大學物語』 ※瀨戶朝香共演
- 1995年4月17日 EX『理想愛人』（最高の戀人）  ※高橋由美子共演
- 1997年1月3日 EX『理想與友情』（僕が僕であるために） ※SMAP全員共演
- 1997年1月7日 KTV『美髮貴公子』（彼KARE） ※野際陽子共演
- 1997年10月15日 NTV『愛情的單程車票』（恋の片道切符）／森慎一 ※江角真紀子共演
- 1998年10月13日 KTV『美酒貴公子』（主演）  ※菅野美穗共演
- 1999年10月14日 CX『危險關係』 ※藤原紀香、豐川悅司共演
- 2000年7月9日 TBS『催眠』（主演）／嵯峨敏也  ※瀨戶朝香共演
- 2001年4月3日 NHK『陰陽師』（陰陽師おんみょうじ）（主演）／安倍晴明
- 2002年4月14日 TBS『馬屁精之男』（ヨイショの男）（主演）／櫻井孝太郎
- 2002年7月4日 CX『戀愛偏差值』單元2 PARTY／夏目勇作
- 2005年1月16日 TBS『M的悲劇』（主演）／安藤衛
- 2006年4月11日 CX 火曜日10時『愛上醜女的眼睛』（ブスの瞳に恋してる）（主演）／山口おさむ
- 2007年8月28日 CX 火曜日9時『花樣少年少女』（花ざかりの君たちへ）客串第九集／北濱昇
- 2008年1月20日 TBS 『佐佐木之战』（佐々木夫妻の仁義なき戦い）（主演）／佐佐木法伦
- 2009年1月6日 KTV 『三角效應』（トライアングル）／黑木舜
- 2009年9月5日 TBS 『烏龍派出所』（こちら葛飾区亀有公園前派出所）／白鳥麗次
- 2010年10月18日 CX『流星』（流れ星）／槇原修一
- 2011年7月6日 NTV 『Bull Doctor』／名倉 潤之助
- 2012年1月10日 KTV 『Hungry！』（ハングリー!）／麻生時男
- 2013年4月19日 TBS 『TAKE FIVE～我們能盜取愛嗎～』（TAKE FIVE〜俺たちは愛を盗めるか〜）／岩月 櫂
- 2013年 EX  『信長的主廚』／明智光秀
- 2014年 EX  『信長的主廚2』／明智光秀
- 2014年1月14日 CX 火曜夜9時『福家警部補的問候』（福家警部補の挨拶）／石松和夫
- 2016年4月29日 EX 『不愉快的果實』（不機嫌な果実）／水越 航一
- 2023年12月 Netflix『幽遊白書』 / 左京
- 2024年4月 NHK『燕子不再歸來』 / 草桶基
- 2025年7月 KTV・CX『我們還不懂那顆星球的校規』 / 尾碕美佐雄

#### 單元劇
- 1992年2月27日   大人は判ってくれない～1992年のバタフライ～
- 1995年9月29日   さっちゃんウソついてごめんね
- 1995年10月19日   木曜の怪談～午前０時の血
- 1996年1月3日   素晴らしき家族旅行
- 1996年3月20日   恋愛前夜いちどだけ～ファーストキス～
- 1996年4月8日   愛が叫んでる 幸福を捜す女
- 1996年10月4日   最後的家族旅行
- 1997年12月30日   大捜査線歳末警戒篇
- 1998年3月7日   名偵探明智小五郎～江戸川亂步之陰獸
- 1998年9月25日   世界奇妙物語～教師
- 1998年10月31日   さよなら五つのカプチーノ
- 1998年11月14日   心室細動
- 1999年1月3日   古畑任三郎v.s.ＳＭＡＰ
- 1999年8月27日   真實的恐怖故事～白天的鈴聲
- 2000年2月26日   名偵探明智小五郎～エレベーター密室殺人
- 2001年1月1日   世界奇妙物語ＳＭＡＰ特別編～我要去旅行
- 2002年3月3日   結婚的條件
- 2003年3月24日   世界奇妙物語～被盜走的臉
- 2004年3月26日   向星星許願
- 2004年4月3日   金田一耕助～犬神家一族
- 2004年9月11日   911 ※和久井映見、石黑賢主演，吾郎客串
- 2004年10月1日   金田一耕助～八墓村
- 2004年12月25日   Xsmap 老虎、獅子與五個男人
- 2005年10月10日   給飛鳥和未見面的孩子 ※平成17年文化廳藝術祭參展作品
- 2006年1月6日   金田一耕助～女王蜂
- 2006年12月26日   ブスの瞳に戀してる(愛上醜女的眼睛)之聖誕節特別篇
- 2007年1月5日   金田一耕助～惡魔前來吹笛
- 2009年1月5日   金田一耕助～惡魔的手毬歌
- 2009年1月31日   假面騎士G／吾郎

#### 類戲劇
- 吾郎館主和小學生共同主持富士電視台《真實的恐怖故事》簡稱『真恐』

每集從不同角度看鬼故事，請大師解析心靈寫真照。
- 緯來日本台譯名【毛骨悚然撞鬼經驗】自2004年起每年夏季中國農曆年鬼月播出。

※此劇獲得2004亞洲電視大賞最佳實況劇。
- 1. 2004年1月10日到3月20日{I}
  2. 2004年9月7日 夏季特別篇
  3. 2004年10月11日到2005年3月7日(Ⅱ)
  4. 2005年8月23日 京都特別篇2小時
  5. 2006年8月22日 鎌倉特別篇2小時
  6. 2007年8月28日 夏季特別篇2小時

#### 電視電影
SMAP共同演出,輪流當主角
- 1. 心之鏡(吾郎主演)
  2. 藍天五人組 (木村&香取主演) 六人時期作品
  3. 足球風雲(中居主演)
  4. 理想與友情
  5. X'SMAP

### 舞台劇
- 1991年  聖闘士星矢  ※smap主演
- 1992年  ドラゴンクエスト(Dragon QUEST)
- 1993年  ANOTHER-少年の島編-
- 1996年  夜曲-tsutomu-
- 1997年  広島に原爆を落とす日
- 1998年  広島に原爆を落とす日・再演
- 1999年  月晶島綺譚
- 2000年  七色鸚哥
- 2003年  謎の下宿人～サンセット・アパート(Sun set apartment)～
- 2006年  ヴァージニア・ウルフなんかこわくない？(Who's Afraid of Virginia Woolf?)
- 2007年  魔法の万年筆
- 2010年  象
- 2011年  ぼっちゃま、泣き虫なまいき石川啄木
- 2012年  恋と音楽
- 2013年  ヴィーナス・イン・ファー (VENUS IN FUR)
- 2014年  恋と音楽II 〜僕と彼女はマネージャー〜
- 2015年  No.9 -不滅の旋律
- 2016年  恋と音楽FINAL 〜時間劇場の奇跡〜
- 2018年  FREE TIME, SHOW TIME『君の輝く夜に』
- 2018年  No.9 -不滅の旋律〈再演〉
- 2019年  LIFE LIFE LIFE～人生の3つのヴァージョン～
- 2019年  君の輝く夜に ～FREE TIME, SHOW TIME～〈再演〉

### 電影
- 1990年11月23日   《さらば愛しのやくざ (Good-bye dearly ruffian)》
- 1993年3月6日   《プライベート・レッスン Private Lesson》  ※中居正廣共演
- 1994年3月12日   《シュート 足球風雲 shoot》- 飾演 馬堀圭吾  ※SMAP6人共演
- 1996年8月26日   《スーパースキャンダル Super Scandal》  ※藤谷美和子共演
- 1997年2月1日   《パラサイト・イヴ 寄生體夏娃》- 飾演 大野達郎(客串)  ※葉月里緒菜共演
- 1999年6月5日   《催眠、(東寶)/嵯峨敏也》  ※菅野美穗(主演)
- 2004年10月30日  《笑的大學》  ※役所廣司共演
- 2010年9月25日  《十三刺客》  - 飾演 松平齊韶 役
- 2013年4月6日 《櫻花下的約定》 ※廣末涼子共演
- 2013年10月12日 《阿信》
- 2016年10月8日 《少女》
- 2019年2月15日 《半世界》- 飾演 高村紘
- 2020年11月20日 《迷幻少女》- 飾演 美倉洋介
- 2022年11月4日 《在窗邊》- 飾演 市川茂已
- 2023年11月10日 《正欲》 - 飾演 寺井啓喜

## 音樂作品

### 單曲

#### SMAP
請參看SMAP的音樂條目。

#### 個人單曲作品
- 1993年2月3日   「IF You Give Your Heart」

以本名發行個人首張單曲，為美國電影『Private Lesson』主題曲。
- 2004年3月10日  「Wonderful Life」

以化名&G發行的第2張單曲，為草彅剛主演『我和她和她的生存之道』主題曲。

#### 專輯
以下只記載他個人於專輯內的獨唱歌曲
- SMAP 004：September Rain (九月雨)
- SMAP 006 ~SEXY SIX~： (更想知道妳)
- SMAP 009： (在夏天的某一天)
- SMAP 011 ~ス~： (自由的情感)
- La Festa：Beautiful (美麗)
- SMAP 015 ~Drink! Smap!~： (停止吧 時間)
- SMAP 016 ~MIJ~：Thousand Nights (一千零一夜)
- SAMPLE BANG!：To Be Continued
- Pop Up!SMAP：L-O-V-E
- super.modern.artistic.performance：Life Walker
- We are SMAP!：愛や恋や
- Gift of SMAP：Special Thanks
- Mr.S：Dramatic Starlight

## 影像作品
請參看SMAP的影像作品條目。

## 節目主持

### SMAP
- 富士電視台“『SMAPXSMAP』SMAP下廚料理 短劇 歌手專訪演唱” 每週一 PM 22:00播出 (1996年4月15日~2016年12月26日)
- TOKYO FM、JFN  おはようSMAP（1994年4月1日 - 2016年12月30日）
- 文化放送 STOP THE SMAP（1997年10月7日 ~ 2012年3月）

### 個人
- 富士電視台 “『忘文』 替人唸信傳遞心意” 每週日 AM5:45播出
- 朝日電視台 “SMASTATION 單元主持『月一吾郎影評』” 週六 PM23:00播出(每月最後一週)
- TBS “『GORO'S BAR』 以酒吧老闆身份面試女嘉賓 ” 每週四 PM23:55播出
- TBS “『哀愁探偵1756』 每週四 PM0:55播出
- 文化放送 稲垣吾郎のSTOP THE SMAP（2012年4月 ~ 2016年12月29日）
- TBS “『ゴロウ・デラックス（日语：ゴロウ・デラックス）』每週四 PM0:41播出
- 文化放送 編集長 稲垣吾郎 (2017年1月5日 ~)

## 配音
- 2006年3月4日上映『ONE PIECE 劇場版 機關城的機械巨兵』為大反派一角配音
- 2007年10月 Arctic Tale 日語版旁述
- 2019年6月7日上映 海獣の子供 安海正明

## 著作

#### 寫真書
- 『馬耳東風』(2001年5月25日, 集英社)
- 『Blume』（2020年9月18日，寶島社）  [6] ISBN 978-4083330223

## 專欄
現在連載中
- 2001年1月至今  女性雜誌『AN.AN』影評特稿

過去曾連載
- 1995年  『PLAY BOY週刊』
- 1996年4月至2000年11月號  「COSMOPOLITAN 」日本版『馬耳東風』書籍出版前身

## 官方網站
- 稲垣吾郎官方粉絲俱樂部
- 稻垣吾郎的X（前Twitter）
- 稲垣吾郎個人官方博客 （页面存档备份，存于）（日語）